# Beauchamp Seymour (1er baron Alcester)
Frederick Beauchamp Paget Seymour (12 avril 1821 - 30 mars 1895) est un commandant naval britannique. Il est commandant en chef de la flotte de la Manche entre 1874 et 1877 et de la flotte méditerranéenne entre 1880 et 1883.

## Biographie
Seymour est le fils du colonel sir Horace Seymour et un cousin du 5e marquis de Hertford . Il est un arrière-petit-fils du 1er marquis de Hertford .
Seymour entre dans la Royal Navy en 1834 et sert dans la Méditerranée et le Pacifique, et est pendant trois ans aide de camp de son oncle Sir George Seymour, et est promu commandant en 1847. Il sert également en Birmanie. Il est le commandant en chef de la station australienne du 10 mars 1860 au 21 juillet 1862 en tant que commodore de deuxième classe avec son fanion à bord de Pelorus. Il commande la Brigade navale en Nouvelle-Zélande pendant les guerres néo-zélandaises de 1860-1861 et est nommé Compagnon de l'Ordre du Bain (CB) pour cela .
De 1868 à 1870, Seymour est secrétaire privé du premier lord de l'amirauté, Hugh Childers, et est promu contre-amiral. De 1870 à 1872, il commande l'escadre volante. En 1872, il devient quatrième lord de la marine pendant deux ans, puis commandant de la flotte de la Manche. Il devient vice-amiral le 31 décembre 1876, et est nommé KCB en juin 1877, et promu GCB le 24 mai 1881. De 1880 à 1883, il est commandant en chef de la flotte méditerranéenne et de 1883 à 1885, il est Second Naval Lord. Il est amiral en mai 1882 .
Il est créé baron Alcester (prononcé "Allster"), d'Alcester dans le comté de Warwick, le 24 novembre 1882  pour son commandement du bombardement d'Alexandrie et dans les opérations ultérieures sur la côte d'Egypte. Il reçoit aussi une subvention parlementaire de 25 000 £, la liberté de la ville de Londres et une épée d'honneur .

## Vie privée
Lord Alcester ne s'est jamais marié. Il meurt le 30 mars 1895, âgé de 73 ans, et sa pairie disparait  .
Dans son testament, il laisse le solde de sa succession à Agnès Sinclair à titre viager. À sa mort, les deux cinquièmes sont laissés à Frederick Charles Horace Sinclair et un cinquième chacun à Hugh Francis Paget Sinclair, Claude Sinclair et Evelyn Sinclair .